# 1999 JK132
1999 JK132, também escrito como 1999 JK132, é um objeto transnetuniano (TNO) que está localizado no cinturão de Kuiper, uma região do Sistema Solar.  Este corpo celeste é classificado como um plutino, pois, o mesmo está em uma ressonância orbital de 2:3 com o planeta Netuno. Ele possui uma magnitude absoluta (H) de 9,2 e, tem um diâmetro estimado com cerca de 64 km.

## Descoberta
1999 JK132 foi descoberto no dia 10 de maio de 1999 pelos astrônomos R. L. Allen, M. Jarvis e G. Bernstein.

## Órbita
A órbita de 1999 JK132 tem uma excentricidade de 0.166 e possui um semieixo maior de 39.340 UA. O seu periélio leva o mesmo a uma distância de 32.827 UA em relação ao Sol e seu afélio a 45.853.